# علم النوم

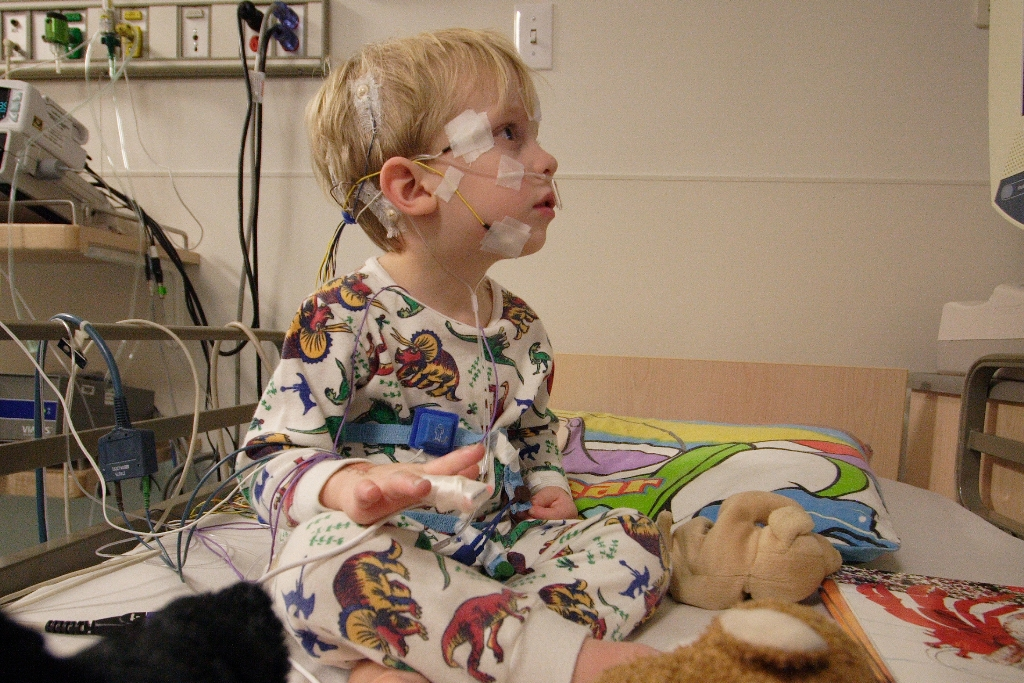
طفل مريض يخضع لجهاز تخطيط النوم في مستشفى الأطفال (سانت لويس), 2006

علم النوم (بالإنجليزية: Hypnology أو Somnology)‏ هو الدراسة العلمية للنوم. ويشمل الدراسة السريرية وعلاج اضطرابات النوم والاختلافات. طب النوم يعتبر فرع من علم النوم.

## نبذة تاريخية
لقد تم تسجيل معالجة النوم واضطرابات النوم في العصور القديمة. أبقراط ذكر اضطرابات النوم في كتاباته، واستخدمت مصر القديمة الأفيون كعلاج للأرق، وبعضهم ذكر كيف تعكس الأحلام حالة الجسم. لكن على الرغم من هذه الإشارات والكتابات المبكرة عن النوم واضطراباته، فإن  الدراسات الجادة عن النوم لم تبدأ حقا حتى اختراع جهاز تخطيط أمواج الدماغ (EEG) في عام 1929.